# Dekanat Cristo Salvado (archidiecezja Cartagena de Indias)
Dekanat Cristo Salvado – jeden z 11 dekanatów rzymskokatolickiej archidiecezji Cartagena de Indias w Kolumbii. 
Według stanu na styczeń 2017 w skład dekanatu Cristo Salvado wchodziło 12 parafii rzymskokatolickich. Urząd dziekana sprawował wówczas Padre Isidro Ramos C.. 

## Lista parafii
Źródło:
| Lp. | Miejscowość         | Parafia                                           | Grafika | Kościół                                                                 | Adres                                                                         | Proboszcz                             |
| --- | ------------------- | ------------------------------------------------- | ------- | ----------------------------------------------------------------------- | ----------------------------------------------------------------------------- | ------------------------------------- |
| 1   | Cartagena de Indias | Parafia Chrystusa Zbawiciela                      |         | Kościół Chrystusa Zbawiciela w Cartagena de Indias                      | Los Jardines Mz D – Lt 4, Cartagena                                           | ks. Álvaro R. Bonifacio               |
| 2   | Cartagena de Indias | Parafia Matki Bożej Pocieszenia                   |         | Kościół Matki Bożej Pocieszenia w Cartagena de Indias                   | Blas de Lezo Mz 25-Lt 22 4ª Etapa, Cartagena                                  | ks. Isidro Manuel Ramos C.            |
| 3   | Cartagena de Indias | Parafia Matki Bożej z Guadalupe                   |         | Kościół Matki Bożej z Guadalupe w Cartagena de Indias                   | Almirante Colón Lote 11 Esquina. Cartagena                                    | ks. Argemiro de la Cruz Muñoz Zuluaga |
| 4   | Cartagena de Indias | Parafia Najświętszej Maryi Panny Działającej Cuda |         | Kościół Najświętszej Maryi Panny Działającej Cuda w Cartagena de Indias | Vista Hermosa, Cr 61C # 27A-20.Cartagena, al lado del Colegio Almirante Colón | ks. José Norman Serna Ríos            |
| 5   | Cartagena de Indias | Parafia Najświętszej Maryi Panny Matki Ubogich    |         | Kościół Najświętszej Maryi Panny Matki Ubogich w Cartagena de Indias    | Cra 75 # 3C – 45 Barrio El Educador. Cartagena                                | ks. Jaime Hernández                   |
| 6   | Cartagena de Indias | Parafia Maryi z Nazaretu                          |         | Kościół Maryi z Nazaretu w Cartagena de Indias                          | PlaLa Consolata Mz C Lt 1 Sector Villa Isabel, Cartagena                      | ks. Alfonso Moreno Grau               |
| 7   | Cartagena de Indias | Parafia Matki Bożej Łaskawej z Torcoroma          |         | Kościół Matki Bożej Łaskawej z Torcoroma w Cartagena de Indias          | El Campestre Mz 28 – Lt 9 Etapa 3ª, Cartagena                                 | ks. Edwing de Jesús Marzán Portillo   |
| 8   | Cartagena de Indias | Parafia św. Wincentego a Paulo                    |         | Kościół św. Wincentego a Paulo w Cartagena de Indias                    | Caracoles Transv 54 No.55-90 (frente a la cancha de Softball), Cartagena      | ks. José Duván Osorio Londoño         |
| 9   | Cartagena de Indias | Parafia św. Łucji                                 |         | Kościół św. Łucji w Cartagena de Indias                                 | El Carmelo Cll 15, 66A-20, Cartagena.                                         | ks. Luis Castellar Hernández          |
| 10  | Cartagena de Indias | Parafia św. Pawła                                 |         | Kościół św. Pawła w Cartagena de Indias                                 | Ciudadela 2000                                                                | ks. Jorge Luis Pérez Mercado          |
| 11  | Cartagena de Indias | Parafia Maryi z Betlejem                          |         | Kościół Maryi z Betlejem w Cartagena de Indias                          | Bella Vista Cll 7A, 57-35, Cartagena                                          | ks. David Rodero                      |
| 12  | Cartagena de Indias | Parafia św. Franciszka z Asyżu                    |         | Kościół św. Franciszka z Asyżu w Cartagena de Indias                    | Arroz Barato Cr 3ª sector Mamonal, Cartagena                                  | ks. Jorge Elvis Terán Vásquez         |